# Бойков Іван Павлович
Бойков Іван Павлович (1902 , Санкт-Петербург  — липень 1987 , СРСР ) — начальник декількох ВТТ (Богословського та інших) та будівництв НКВС СРСР, генерал-майор (1945).

## Дати з біографії
Народився в російській сім'ї, здобув вищу освіту.
- Член РКП(б) з 1920.
- У військах ОГПУ з 1922.
- У 1927 закінчив ВПШ ОГПУ і в 1932 ВПА РККА.
- З 1935 інспектор, а з 1 вересня 1936 старший інспектор Політичного відділу ГУПВ НКВС СРСР.
- З 1938 начальник Політичного відділу 1-го Відділу (охорони) ГУДБ НКВС СРСР. 10 лютого 1939 звільнений від роботи і зарахований у резерв призначення Відділу кадрів НКВС СРСР.
- З 1 квітня 1939 начальник Солікамлага та будівництва Солікамського Целюлозно-паперового комбінату.
- З 3 березня 1941 начальник Кандалакшинского ВТТ та будівництва алюмінієвого заводу НКВС.
- З 27 липня 1943 начальник Богословлага та будівництва алюмінієвого заводу НКВС.
- З 13 лютого 1946 Уповноважений НКВС СРСР з передачі Вовчанського вугільного розрізу в Наркомтопстрой СРСР.
- З 1 березня 1946 начальник ВТТ № 100 і УС № 865 НКВС СРСР.
- З 6 квітня 1949 по 29 жовтня 1950 начальник ВТТ і УС № 313 МВС СРСР. Одночасно з 11 квітня 1949 по 1 червня 1949 начальник ВТТ і УС № 514 МВС СРСР.
- З 29 жовтня 1950 року в розпорядженні Управління кадрів МВС СРСР.
- З 21 липня 1951 Уповноважений МВС СРСР за Управлінню Волго-Донським з'єднувальним каналом. З 1951 заступник начальника Мобілізаційного відділу МВС СРСР, а з 15 жовтня 1952 заступник начальника Головазбеста МВС СРСР.
- З 1954 начальник ВТТ і УС № 352 МВС СРСР. 2 березня 1955 звільнений з посади із залишенням у розпорядженні Главспецстроя МВС СРСР.

## Звання
- 1936, полковий комісар;
- 1939, бригадний комісар;
- 1943, полковник державної безпеки;
- 14.04.1945, комісар державної безпеки;
- 09.07.1945, генерал-майор.

## Нагороди
- три ордени Леніна (16.05.1945: «за успішне виконання завдань уряду щодо будівництва підприємств чорної металургії»; 30.01.1951: за вислугу років; 8.12.1951: за успішне виконання завдань Уряду);
- орден Червоної Зірки (19.09.1952: за будівництво Волго-Донського каналу);
- медалі.